# شینساکو هیمه‌دا
شینساکو هیمه‌دا (انگلیسی: Shinsaku Himeda; ۱۹ نوامبر ۱۹۱۶ – ۲۹ ژوئیهٔ ۱۹۹۷) فیلم‌بردار اهل ژاپن بود.
از فیلم‌های او می‌توان به سرخ اشاره کرد.